# 博士（文学）
博士（文学）（はくし ぶんがく）は、人文科学（哲学、史学、文学を含む広義での文学）に関する専攻分野を修めることによって、1991年（平成3年）以降に日本で授与されている博士の学位である。

## 概要
1991年（平成3年）6月以前の日本では、文学博士（ぶんがくはくし）という博士の学位が授与されていた。1991年（平成3年）7月以降では、文学博士で扱われていた領域は、「博士（文学）」以外に「博士（哲学）」、「博士（史学）」、「博士（心理学）」、「博士（言語学）」などに細分化されている。
文学博士は、1887年（明治20年）制定の学位令において、文部大臣より授与される5種類の博士のうちの1つとして定められた。翌1888年5月7日、政治学者の加藤弘之、歴史学者の重野安繹、社会学者の外山正一、国学者の小中村清矩、漢学者の島田篁村の5人に最初の文学博士の学位が授けられた。引き続き翌6月7日には国学者の黒川真頼、漢学者の川田甕江、啓蒙思想家の中村正直、ジャーナリストの末松謙澄、仏教学者の南条文雄にも授けられた。
英語圏においては、各国による学位制度に違いがあるものの、Doctor of Philosophy in Humanities（Ph.D. あるいはDoctor of Letters）が、博士（文学）に相当する。